# العزيف (كتاب)
كتاب العزيف أو نيكرونوميكون (بالإنجليزية: Necronomicon)‏ هو كتاب خيالي ذكره كاتب الرعب الأمريكي لافكرافت في عدد من قصصه. ولقد ألف الكتاب شاعر عربي من صنعاء اسمه عبد الله الحظرد وكان يعرف أيضًا باسم العربي المجنون. ويتحدث الكتاب عن الكيانات القديمة وتاريخهم وكيفية الاتصال معهم واستحضارهم.

## تسمية الكتاب
إدعى لافكرافت أن الاسم نيكرونوميكون قد أتى إليه في حلم وأرجع معناه إلى اللغة الإغريقية وتعني صورة عن قانون الموتى. إلا وأنه عند تقسيم الكلمة Necronomicon إلى عدة أقسام وإرجاع الكلمات إلى جذورها، يأخذ اسم الكتاب أكثر من شكل مثل:
- كتاب الموتى.
- كتاب أسماء الموتى.
- كتاب قوانين الموتى.
- كتاب دراسة الموتى أو تصنيف الموتى.

ويروى أن الغلاف الخارجى للكتاب مصنوع من جلد الموتى.

## طبعات الكتاب حضرموت
يُنسب إلى لافكرافت كتاب نُشر لاحقًا بعد موته في عام 1938 بعنوان تاريخ العزيف [الإنجليزية] على أنه قد كتبه سابقاً قبل موته في عام 1927 ككتاب تاريخ زائف، ذكر فيه أن الكتاب الأصلي - الذي كتبه الحظرد - كان اسمه العزيف. وأرجع لافكرافت معناها إلى الأصوات التي تصدر ليلًا من الحشرات والتي كان يعتقد العرب أنها أصوات الجن والشياطين. ويقال أن الكتاب يقع في سبعة أجزاء وعدد صفحاته 900 صفحة.
تمت ترجمة الكتاب إلى الإغريقية بواسطة ثيودور فيلاتاس وأخذ اسم نيكرونوميكون من وقتها. ولقد أُحْرِّقَت هذه النسخة (بعد محاولات من قبل البعض لعمل أشياء مريعة) بواسطة البطريك مايكل الأول في عام 1050. بعدها تمت ترجمة الكتاب من الإغريقية إلى اللغة اللاتينية بواسطة أولاس ورمياس ويبدو أن خبر الكتاب وصله أثناء عمله بمحاكم التفتيش للمور (سكان إسبانيا ذوو الأصول العربية) إلا أن البابا كركوري التاسع منع الكتاب وأمر بإحراق النسختين الإغريقية واللاتينية في عام 1232. ويذكر لافكرافت أن النسخة اللاتينية ظهرت مجددا في القرن 15 في ألمانيا والقرن 17 في إسبانيا وظهرت النسخة الإغريقية في القرن 16 في إيطاليا. ويعتقد أن الساحر جون دي قام بترجمة الكتاب إلى اللغة الإنكليزية إلا أن لافكرافت قال أن الكتاب لم يطبع أبدًا. ويزعم البعض أن هناك نسخة وحيدة متبقية في مكتبة الفاتيكان.
أما النسخة المكتوبة باللغة العربية فقد اختفت تمامًا من الوجود في الوقت الذي منعت فيه النسخة الإغريقية من الكتاب، حيث بحث عنه إدريس شاه في جميع المكتبات العربية والهندية ولم يجد له أثرًا. ويذكر لافكرافت أن النسخة العربية من الكتاب ظهرت في القرن العشرين بسان فرانسيسكو إلا أنها أحرقت فيما بعد. ويقال بأن الكتاب ترجم إلى اللغة العبرية على الأرجح في عام 1664 بواسطة ناثان غزة وسمي ب(سيفر هاشاري حاداث) أي كتاب بوابات المعرفة.

## محتويات الكتاب
على عكس نوستراداموس الذي استخدم السحر وعلوم التنجيم والفلك لمعرفة المستقبل فإن الحظرد كان مهتما بمعرفة الماضي، إن الكتاب هو عبارة عن كتاب تاريخ وليس سحر كما يُعتقد، حيث يتحدث الكتاب عن الحضارات والكيانات القديمة، حيث تم تفصيل العديد من الأحداث التي تم التلميح لها في كتاب إينوخ وبعض الأساطير القديمة. واعتقد الحظرد بأن هناك أجناس أخرى سكنت الأرض قبل الإنسان وأن المعرفة البشرية انتقلت للبشر من أجناس تعيش خارج هذه الأرض ومن وراء هذا العالم، وظن بأنه اتصل بالكيانات القديمة عن طريق السحر وحذر من أنهم قادمون لاسترجاع كوكب الأرض من البشر.
ادعى الحظرد أن الكيانات القديمة تعيش في ما وراء هذا العالم وأنها كانت تريد الاتصال بالأرض بأي طريقة ممكنة للوصول إليها والسيطرة عليها، وقد استطاعوا أن يتقمصوا شكل وجسم الإنسان وأن يعيشوا بين بني البشر وأن يتزوجوا منهم ليكاثروا نسلهم على هذه الأرض.
ويتم ذكر تلميحات كهذه في سفر التكوين وخاصة في قسم العمالقة. ويتم تفسير وتفصيل القصة أكثر في كتاب إينوخ. حيث يذكر الكتابان أن مجموعة من الملائكة قد أُرسلو ليعتنوا ويهتموا بكوكب الأرض، وأن بعضًا من هؤلاء الملائكة قد عشقوا بنات الإنسان. فهبط 20 منهم إلى الأرض وتزوجوا من الإنسيات وأنجبوا منهم، ولكن ذريتهم عاثت فسادًا في الأرض، ويذكر سفر التكوين أن الفيضان الذي حدث ما هو إلا لتطهير وغسل الأرض من هذه الذرية.

## (العزيف) ما بين الحقيقة والخيال
ولقد ظل كتاب العزيف من الكتب الغامضة، فلافكرافت يصر على أن الكتاب هو محض خيال لا أكثر، ويرى البعض الآخر أن الكتاب حقيقي ويرجعون ذلك إلى السبب التالي:أن أليستر كرولي الساحر والكاتب البريطاني قد قرأ ترجمة دي لكتاب «العزيف» وقد ألّف كتاب اسمه القانون [الإنجليزية] ويقال أن أغلبية الكتاب تم اقتباسها من العزيف أو العكس، والتقى كرولي في عام 1918 بسيدة مطلقة يهودية وتعيش في مدينة نيويورك تدعى سونيا كرين، وكانت سونيا تعمل كمصممة قبعات وكان لها اهتمامات أدبية. أعجب بها كرولي واستمرت علاقتهم لفترة من الزمن إلى أنها لم تنته بالزواج، والتقت سونيا كرين بلافكرافت في عام 1921 وفي نفس ذلك العام كتب لافكرافت عن الحظرد وعن المدينة التي وجدها.
وفي عام 1922 تم ذكر كتاب العزيف في قصة (The Hound). فالفئة التي تؤمن بحقيقة وجود هذا الكتاب تتوقع أن كرولي قد تكلم عن العزيف أمام سونيا، وأن سونيا أخبرت لافكرافت بأفكار من هنا وهناك لقصص جديدة ومن المعقول أنها ذكرت وتكلمت عن العزيف، وما يؤكد ذلك وجود بعض الفقرات في قصص وأساطير كوثولو التي ترتبط وتلمح إلى كتاب القانون الذي كتبه أليستر كرولي.
ويحتوى الكتاب على طرق الشَّعنَذة لتحضير الموتى وكيفية رسم الدوائر المستخدمة في التحضير والتعاويذ المستخدمة.